# Simon II de Montfort
Pour les articles homonymes, voir Simon de Montfort et Simon II.
Simon II, mort en 1101, fut le sixième seigneur de Montfort l'Amaury de 1089 à 1101.
Il était fils de Simon Ier, seigneur de Montfort, et d'Agnès d'Évreux.
Il succéda à son frère Richard. En 1098, il eut à subir un siège mené par Guillaume II le Roux, roi d'Angleterre  et gardien de la Normandie en l'absence de Robert Courteheuse parti en Croisade, et le repoussa victorieusement. 
Il mourut sans avoir contracté d'alliance et laissa Montfort à son frère.